# George Biddell Airy
Sir George Biddell Airy lub Airey (ur. 27 lipca 1801 w Alnwick, zm. 2 stycznia 1892 w Greenwich) – angielski naukowiec: astronom, fizyk doświadczalny i matematyk. Siódmy Astronom Królewski Wielkiej Brytanii (1835–1881), co w jego czasach wiązało się z posadą dyrektora Królewskiego Obserwatorium Astronomicznego w Greenwich. Prezes Towarzystwa Królewskiego w Londynie (ang. Royal Society, 1871–1873) oraz czterokrotny prezes Królewskiego Towarzystwa Astronomicznego (ang. Royal Astronomical Society, 1835–1864 z przerwami). Laureat wiodących nagród naukowych jego czasów – Medalu Copleya (1831) oraz dwóch Złotych Medali RAS (1833 i 1846) oraz Pour le Mérite za Naukę i Sztukę (1854).
Airy zajmował się m.in. astronomią teoretyczną jak mechanika nieba, optyką astronomiczną oraz geofizyką, w tym badaniem ziemskiego pola grawitacyjnego i magnetycznego. Jego badania w fizyce i astronomii – zwłaszcza w optyce falowej – doprowadziły go do osiągnięć w teorii równań różniczkowych i funkcji specjalnych. Miał też udział w odkryciu planety Neptun, przez kontakt z Johnem Couchem Adamsem i Urbainem Le Verrierem, którzy przewidzieli ten obiekt.

## Życiorys
Ukończył Trinity College na Uniwersytecie Cambridge w roku 1823. W latach 1826–1835 profesor Uniwersytetu Cambridge. Od 1828 dyrektor tamtejszego obserwatorium astronomicznego.
Airy zreorganizował obserwatorium w Greenwich, w którym na jego wniosek zainstalowano nową aparaturę. Ocalił przed zniszczeniem tysiące wyników obserwacji.
Czterokrotnie był prezesem Królewskiego Towarzystwa Astronomicznego – w latach 1835–1837, 1849–1851, 1853–1855 i 1863–1864. Jest jednym z rekordzistów pod względem liczby pełnionych kadencji na tym stanowisku (współrekordzistą jest Francis Baily). Od 1859 był członkiem zagranicznym Królewskiej Holenderskiej Akademii Sztuk i Nauk.
W 1872 został nobilitowany.

## Upamiętnienie
W uznaniu jego pracy jego nazwiskiem nazwano kratery uderzeniowe na Marsie i Księżycu.

## Najważniejsze osiągnięcia

### Astronomia
- Opracował metodę wyznaczania paralaksy i apeksu Słońca.
- Poprawił teorię ruchu orbitalnego Wenus i Księżyca.
- W 1871 wykorzystał teleskop wypełniony wodą do sprawdzenia wpływu ruchu Ziemi na odchylenie światła. To rozwinięcie obserwacji François Arago i doświadczenia Fizeau. Wywarło wpływ na sformułowanie teorii eteru Lorentza i później szczególnej teorii względności przez Einsteina[potrzebny przypis].

### Optyka
- Odkrywca astygmatyzmu oka ludzkiego i twórca soczewek do okularów korygujących tę wadę wzroku[2].
- Jako pierwszy zaobserwował krążki dyfrakcyjne, tzw. plamkę Airy’ego[2].

### Geofizyka i grawitacja
- W 1838 zaprojektował system korekcyjny kompasu dla Królewskiej Marynarki Wojennej.
- W 1854 udowodnił doświadczalnie zależność siły przyciągania ziemskiego od wysokości nad poziomem morza.
- W 1854 zmierzył grawitację za pomocą wahadła wprawionego w ruch na górze i na dole głębokiego szybu, co umożliwiło mu obliczenie gęstości Ziemi.
- Ok. 1855 – jako jeden z pierwszych badaczy – wysunął hipotezę, że pod łańcuchami górskimi znajdują się struktury nasadowe o mniejszej gęstości, co jest konieczne do utrzymania równowagi izostatycznej[8].

### Matematyka
- Odkrywca funkcji cylindrycznych (tzw. Airy’ego; 1838).